# Sphagnum gomezii
Sphagnum gomezii är en bladmossart som beskrevs av H. Crum 1984. Sphagnum gomezii ingår i släktet vitmossor, och familjen Sphagnaceae. Inga underarter finns listade i Catalogue of Life.